# إدواردو بلاسكو فيرير
إدواردو بلاسكو فيرير (بالإسبانية: Eduardo Blasco Ferrer)‏ هو لغوي إسباني، ولد في 1956 في برشلونة في إسبانيا، وتوفي في 12 يناير 2017 في باستيا في فرنسا بسبب نوبة قلبية.